# 3896 Порденоне
3896 Порденоне (3896 Pordenone) — астероїд головного поясу, відкритий 18 листопада 1987 року.
Тіссеранів параметр щодо Юпітера — 3,228.